# جورج رايس
جورج رايس (بالإنجليزية: George Rice)‏ هو سائق سباق أمريكي، ولد في 22 فبراير 1914، وتوفي في 26 فبراير 2003.